# توکان کوهی نوک‌تخت
توکان کوهی نوک‌تخت(نام علمی: Andigena laminirostris) نام یک گونه از سرده توکان کوهی است.